# Artritis
Artritis is een ontsteking van de gewrichten die veroorzaakt kan worden door reumatische aandoeningen (bijvoorbeeld reumatische artritis), verwondingen of bacteriële infectie (septische artritis). Als er één gewricht is aangedaan dan wordt gesproken over monoartritis, als er 2-4 gewrichten zijn ontstoken dan heeft men het over oligoartritis, en als er 5 of meer gewrichten ontstoken zijn dan gebruikt men de term polyartritis.
Artritis wordt onderscheiden van artrose: pijnlijke gewrichten door slijtage, zonder dat daarbij sprake is van een ontsteking. Verwarrend is dat deze laatste aandoening in het Engels osteoarthritis genoemd wordt.

## Symptomen
De verschijnselen zijn hevige pijn bij drukking en beweging van het aangedane gewricht, koorts, roodheid van de huid. Er wordt ontstekingsvocht in plaats van gewrichtsvocht gevormd, waardoor de smering en de voeding van het gewrichtskraakbeen verstoord raakt.

## Oorzaken

### Aspecifieke oorzaken
- infectie
- allergie
- vreemd-lichaam-reactie

### Specifieke oorzaken
- kristalartritis: ten gevolge van kristallisatie van bijvoorbeeld uraat (jicht), calciumpyrofosfaat, hydroxyapatiet of oxalaat. Deze kristallen zetten zich af, waarna een reactie volgt vanuit het gewricht, met als gevolg een ontsteking.
- reactieve artritis: een steriele gewrichtsontsteking als complicatie van een infectie elders in het lichaam, bijvoorbeeld in tractus digestivus: acuut reuma of colitis ulcerosa, ziekte van Crohn of in tractus urogenitalis.

Het gevolg van een gewrichtsontsteking is beschadiging van het kraakbeen. Kraakbeen geneest slecht omdat er geen bloedvaten in lopen. Duurt een gewrichtsontsteking te lang, dan leidt dit tot een gewrichtsdestructie.

## Behandeling
- zo snel mogelijk de oorzaak bestrijden.
- ontstekingsremmende maatregelen nemen.
- het ontstoken gewricht ontzien: gewrichtbescherming.

## Verdere aanleiding
- Ischias